# Abu Hayyan al-Gharnati
Abu Hamid al-Gharnati (Jaén, novembre 1256 – Il Cairo, 1344) è stato un teologo berbero del Sultanato di Granada, fu un commentatore del Corano.